# Кинешемский кремль
Кинеше́мский кремль — историческое укрепление Кинешмы Ивановской области. Возведён в начале XVI века на крутом правом берегу Волги у впадения в неё реки Кинешемки.
Крутой береговой откос окаймлял крепость с севера. С востока и юга граница проходила по береговой кромке реки Кинешемки, с запада — шла по глубокому оврагу, раннее расположенному на месте нынешней улицы Фрунзе. Позднее были убраны бревенчатые стены, срыты валы, овраг был засыпан, однако до настоящего времени во дворах домов Комсомольской улицы заметны остатки рва. Если спускаться по лестнице между торговыми рядами от улицы Рылеева к площади Революции, то повторяется путь выходивших из стен крепости на посадскую площадь.
Деревянная крепостная стена была поставлена на насыпном валу и окружена глубоким рвом. Кремль имел форму неправильного четырёхугольника и двое ворот — с западной и с восточной стороны. В кремлёвской стене было шесть башен. В крепости держали запасы продовольствия, оружия, боеприпасы, в ней жил воевода и другие знатные кинешемцы. В северо-восточной части кремля располагался деревянный Спасо-Преображенский собор, на месте которого сегодня стоит Троицко-Успенский собор. С востока к кремлю примыкала торговая площадь и посад, в котором проживала большая часть горожан, преимущественно ремесленников. К западу от крепости сложился слободской район Заградье, дальше — ямская слобода Турунтаевка.
В июне 1609 года Кинешемский кремль был полностью сожжён отрядами польско-литовских интеревентов, воевавших на стороне Лжедмитрия II. После упорного боя против кинешемского ополчения, возглавляемого воеводой Фёдором Боборыкиным, ожесточённые солдаты Александра Лисовского сожгли в Спасо-Преображенском храме всех, кто искал в нём спасение, включая женщин и детей.